# Alanté Kavaïté
Alanté Kavaïté,  née à Vilnius (URSS, actuellement en Lituanie) dans une famille d'artistes, est une scénariste et réalisatrice franco-lituanienne.

## Biographie
Après avoir interprété en 1991 le rôle principal du film réalisé par Raimundas Banionis, Dziazas,  Alanté Kavaïté a entrepris des études artistiques en France où elle travaille et réside. 
Son premier long métrage, Écoute le temps, est sorti en 2007. Le second Summer, a obtenu le prix de la mise en scène au Festival du film de Sundance 2015.

## Filmographie

### Réalisatrice et scénariste
- 2007 : Écoute le temps
- 2015 : Summer
- 2025 : Belladone

### Scénariste
- 2016 : Évolution de Lucile Hadzihalilovic